# Saint-Pantaléon-de-Larche
Saint-Pantaléon-de-Larche este o comună în departamentul Corrèze din centrul Franței. În 2009 avea o populație de 4.648 de locuitori.

## Evoluția populației
| An        | 1975  | 1982  | 1990  | 1999  | 2006  | 2009  |
| --------- | ----- | ----- | ----- | ----- | ----- | ----- |
| Populație | 2.406 | 3.019 | 3.478 | 3.773 | 4.415 | 4.648 |